# Weber (Rechtswörterbuch)
Der Weber (bis einschließlich der 23. Auflage und der 26. Edition: Creifelds) ist ein Rechtswörterbuch in Form eines Lexikons aus dem Verlag C. H. Beck. In der 24. Auflage aus dem Jahr 2022 werden auf fast 2.000 Seiten mehr als 13.200 Begriffe aus den verschiedenen Rechtsgebieten erläutert. Das Werk zählt in Deutschland zur juristischen Standardliteratur. 

## Geschichte
Die Idee zu dem Wörterbuch hatte Hans Dieter Beck im Juni 1965. Er verpflichtete den Juristen Carl Creifelds als Autor und Redakteur. Creifelds selbst übernahm die Bearbeitung der allgemeinen Rechtsbegriffe sowie der Begriffe aus den Bereichen Strafrecht, Strafprozessrecht, Verkehrsrecht, Rechtsgeschichte und Rechtsphilosophie. Weitere Autoren der Erstauflage, die 1968 erschien, waren Dieter Guntz, Paul Henssler, Hans Kauffmann, Hans Putzo, Hans Stöer und Alfred Wagner.
Carl Creifelds war bis zur 8. Auflage (1986) als Bearbeiter seines – nach eigenen Worten – „Lieblingswerkes“ tätig. Auch nach seinem Tod im Jahr 1994 erschien das Rechtswörterbuch zunächst weiterhin unter seinem Namen. Herausgeber ist seit der 14. Auflage Klaus Weber. 
Als elektronische Ausgabe erschien der Creifelds von der 15. bis zur 21. Auflage (1999–2014) inhaltsgleich auch auf CD-ROM. Die Käufer der folgenden Print-Auflagen erwarben gleichzeitig einen zeitlich beschränkten Zugang zum Werk in der jeweiligen Auflage in der Datenbank Beck-Online. Seit 2020 wird das Werk in Beck-Online als 24. „Edition“ (und folgende) unabhängig von der gedruckten Ausgabe fortgeführt. Nach den Angaben des Verlags im Vorwort war die elektronische „Edition“ ursprünglich als schnell verfügbare Aktualisierung während der COVID-19-Pandemie gedacht. Sie wurde seitdem fortgeführt.  
Mit der 27. Edition vom November 2021 wurde das Werk nach dem Herausgeber in Weber. Rechtswörterbuch umbenannt. Der neue Titel galt zunächst für die digitale Ausgabe in Beck-Online, auf der dem Vorwort zufolge die im Februar 2022 erschienene gedruckte 24. Auflage beruht.

## Ausgaben
- Klaus Weber (Hrsg.): Creifelds. Rechtswörterbuch. CD-ROM-Ausgabe der 21. Auflage der Buchausgabe. C. H. Beck, München 2014, ISBN 978-3-406-63872-5 (Einzellizenz).
- Klaus Weber (Hrsg.): Weber. Rechtswörterbuch. 24., neu bearbeitete  Auflage. C. H. Beck, München 2022, ISBN 978-3-406-77572-7.
- Klaus Weber (Hrsg.): Weber. Rechtswörterbuch. 28. Auflage („Edition“). C. H. Beck, München 2022 (Online-Ausgabe in Beck-Online).